# Tour de Eslovenia 2021
La 27.ª edición del Tour de Eslovenia fue una carrera de ciclismo en ruta por etapas que se celebró entre el 9 y el 13 de junio de 2021 en Eslovenia, con inicio en la ciudad de Ptuj y final en la ciudad de Novo Mesto sobre un recorrido de 803,7 km.
La prueba hizo parte del UCI ProSeries 2021 dentro de la categoría 2.Pro y fue ganada por el esloveno Tadej Pogačar del UAE Emirates seguido de los italianos Diego Ulissi, compañero de equipo del vencedor, y Matteo Sobrero del Astana-Premier Tech.

## Equipos participantes
Tomaron parte en la carrera 28 equipos de los cuales 4 son de categoría UCI WorldTeam, 8 de categoría UCI ProTeam, 7 de categoría Continental y la selección nacional de Eslovenia, quienes formaron un pelotón de 139 ciclistas de los que terminaron 117. Los equipos participantes fueron:
| WorldTeams (4)- Astana-Premier Tech - Bahrain Victorious - Team BikeExchange - UAE Team Emirates ProTeams (8)- Androni Giocattoli-Sidermec - Bardiani CSF Faizanè - Bingoal Pauwels Sauces WB - Caja Rural-Seguros RGA - Euskaltel-Euskadi - Gazprom-RusVelo - Equipo Kern Pharma - Uno-X Pro Cycling Team Equipos continentales (7)- Adria Mobil - Canyon dhb SunGod - ColoQuick - Dukla Banská Bystrica - Ljubljana Gusto Santic - HRE Mazowsze Serce Polski - Ribble Weldtite Pro Cycling Equipo nacional- Eslovenia |
| |

## Etapas
| Etapa     | Fecha     | Recorrido                | type             | Distancia (km) | Ganador        | Líder         |
| --------- | --------- | ------------------------ | ---------------- | -------------- | -------------- | ------------- |
| 1.ª etapa | 9 de jun  | Ptuj – Rogaška Slatina   | etapa llana      | 151,5          | Phil Bauhaus   | Phil Bauhaus  |
| 2.ª etapa | 10 de jun | Žalec – Celje            | etapa escarpada  | 147            | Tadej Pogačar  | Tadej Pogačar |
| 3.ª etapa | 11 de jun | Brežice – Krško          | etapa escarpada  | 165,8          | Jon Aberasturi | Tadej Pogačar |
| 4.ª etapa | 12 de jun | Ajdovščina – Nova Gorica | etapa de montaña | 164,1          | Diego Ulissi   | Tadej Pogačar |
| 5.ª etapa | 13 de jun | Liubliana – Novo Mesto   | etapa llana      | 175,3          | Phil Bauhaus   | Tadej Pogačar |

## Desarrollo de la carrera

### 1.ª etapa
| Ptuj - Rogaška Slatina | etapa llana | (151,5 km) |

| \| Clasificación de la etapa \| Clasificación de la etapa \| Clasificación de la etapa \| Clasificación de la etapa \| Clasificación de la etapa \| \| Ciclista \| Ciclista \| Equipo \| Tiempo \| \| \| ------------------------- \| ------------------------- \| --------------------------- \| ------------------------- \| ------------------------- \| \| 1.º \| Phil Bauhaus \| Bahrain Victorious \| 3 h 33 min 45 s \| \| \| 2.º \| Jon Aberasturi \| Caja Rural-Seguros RGA \| + 0 s \| \| \| 3.º \| Rui Oliveira \| UAE Team Emirates \| + 0 s \| \| \| 4.º \| Stanisław Aniołkowski \| Bingoal Pauwels Sauces WB \| + 0 s \| \| \| 5.º \| Matteo Malucelli \| Androni Giocattoli-Sidermec \| + 0 s \| \| \| 6.º \| Alexander Edmondson \| BikeExchange \| + 0 s \| \| \| 7.º \| Alan Banaszek \| HRE Mazowsze Serce Polski \| + 0 s \| \| \| 8.º \| Ryan Christensen \| Canyon dhb SunGod \| + 0 s \| \| \| 9.º \| Matthew Bostock \| Canyon dhb SunGod \| + 0 s \| \| \| 10.º \| Mikel Alonso Flores \| Euskaltel-Euskadi \| + 0 s \| \| |                       |                             |                 |
| |                       |                             |                 |
| Fuente: ProCyclingStats |                       |                             |                 |
| Clasificación de la etapa |                       |                             |                 |
| Ciclista | Ciclista              | Equipo                      | Tiempo          |
| 1.º | Phil Bauhaus          | Bahrain Victorious          | 3 h 33 min 45 s |
| 2.º | Jon Aberasturi        | Caja Rural-Seguros RGA      | + 0 s           |
| 3.º | Rui Oliveira          | UAE Team Emirates           | + 0 s           |
| 4.º | Stanisław Aniołkowski | Bingoal Pauwels Sauces WB   | + 0 s           |
| 5.º | Matteo Malucelli      | Androni Giocattoli-Sidermec | + 0 s           |
| 6.º | Alexander Edmondson   | BikeExchange                | + 0 s           |
| 7.º | Alan Banaszek         | HRE Mazowsze Serce Polski   | + 0 s           |
| 8.º | Ryan Christensen      | Canyon dhb SunGod           | + 0 s           |
| 9.º | Matthew Bostock       | Canyon dhb SunGod           | + 0 s           |
| 10.º | Mikel Alonso Flores   | Euskaltel-Euskadi           | + 0 s           |

| \| Clasificación general \| Clasificación general \| Clasificación general \| Clasificación general \| Clasificación general \| \| Ciclista \| Ciclista \| Equipo \| Tiempo \| \| \| --------------------- \| --------------------- \| --------------------------- \| --------------------- \| --------------------- \| \| 1.º \| Phil Bauhaus \| Bahrain Victorious \| 3 h 33 min 35 s \| \| \| 2.º \| Jon Aberasturi \| Caja Rural-Seguros RGA \| + 4 s \| \| \| 3.º \| Rui Oliveira \| UAE Team Emirates \| + 6 s \| \| \| 4.º \| Daniel Hoelgaard \| Uno-X Pro Cycling Team \| + 7 s \| \| \| 5.º \| Jonas Hvideberg \| Uno-X Pro Cycling Team \| + 7 s \| \| \| 6.º \| Matthew Bostock \| Canyon dhb SunGod \| + 8 s \| \| \| 7.º \| Diego Ulissi \| UAE Team Emirates \| + 9 s \| \| \| 8.º \| Stanisław Aniołkowski \| Bingoal Pauwels Sauces WB \| + 10 s \| \| \| 9.º \| Matteo Malucelli \| Androni Giocattoli-Sidermec \| + 10 s \| \| \| 10.º \| Alexander Edmondson \| BikeExchange \| + 10 s \| \| |                       |                             |                 |
| |                       |                             |                 |
| Fuente: ProCyclingStats |                       |                             |                 |
| Clasificación general |                       |                             |                 |
| Ciclista | Ciclista              | Equipo                      | Tiempo          |
| 1.º | Phil Bauhaus          | Bahrain Victorious          | 3 h 33 min 35 s |
| 2.º | Jon Aberasturi        | Caja Rural-Seguros RGA      | + 4 s           |
| 3.º | Rui Oliveira          | UAE Team Emirates           | + 6 s           |
| 4.º | Daniel Hoelgaard      | Uno-X Pro Cycling Team      | + 7 s           |
| 5.º | Jonas Hvideberg       | Uno-X Pro Cycling Team      | + 7 s           |
| 6.º | Matthew Bostock       | Canyon dhb SunGod           | + 8 s           |
| 7.º | Diego Ulissi          | UAE Team Emirates           | + 9 s           |
| 8.º | Stanisław Aniołkowski | Bingoal Pauwels Sauces WB   | + 10 s          |
| 9.º | Matteo Malucelli      | Androni Giocattoli-Sidermec | + 10 s          |
| 10.º | Alexander Edmondson   | BikeExchange                | + 10 s          |

### 2.ª etapa
| Žalec - Celje | etapa escarpada | (147 km) |

| \| Clasificación de la etapa \| Clasificación de la etapa \| Clasificación de la etapa \| Clasificación de la etapa \| Clasificación de la etapa \| \| Ciclista \| Ciclista \| Equipo \| Tiempo \| \| \| ------------------------- \| ------------------------- \| --------------------------- \| ------------------------- \| ------------------------- \| \| 1.º \| Tadej Pogačar \| UAE Team Emirates \| 3 h 32 min 00 s \| \| \| 2.º \| Matej Mohorič \| Bahrain Victorious \| + 1 min 22 s \| \| \| 3.º \| Diego Ulissi \| UAE Team Emirates \| + 1 min 22 s \| \| \| 4.º \| Matteo Sobrero \| Astana-Premier Tech \| + 1 min 22 s \| \| \| 5.º \| Tanel Kangert \| BikeExchange \| + 1 min 25 s \| \| \| 6.º \| James Shaw \| Ribble Weldtite Pro Cycling \| + 1 min 25 s \| \| \| 7.º \| Rafał Majka \| UAE Team Emirates \| + 1 min 25 s \| \| \| 8.º \| Giovanni Carboni \| Bardiani CSF Faizanè \| + 1 min 25 s \| \| \| 9.º \| Jonathan Lastra \| Caja Rural-Seguros RGA \| + 1 min 25 s \| \| \| 10.º \| Jan Polanc \| UAE Team Emirates \| + 1 min 30 s \| \| |                  |                             |                 |
| |                  |                             |                 |
| Fuente: ProCyclingStats |                  |                             |                 |
| Clasificación de la etapa |                  |                             |                 |
| Ciclista | Ciclista         | Equipo                      | Tiempo          |
| 1.º | Tadej Pogačar    | UAE Team Emirates           | 3 h 32 min 00 s |
| 2.º | Matej Mohorič    | Bahrain Victorious          | + 1 min 22 s    |
| 3.º | Diego Ulissi     | UAE Team Emirates           | + 1 min 22 s    |
| 4.º | Matteo Sobrero   | Astana-Premier Tech         | + 1 min 22 s    |
| 5.º | Tanel Kangert    | BikeExchange                | + 1 min 25 s    |
| 6.º | James Shaw       | Ribble Weldtite Pro Cycling | + 1 min 25 s    |
| 7.º | Rafał Majka      | UAE Team Emirates           | + 1 min 25 s    |
| 8.º | Giovanni Carboni | Bardiani CSF Faizanè        | + 1 min 25 s    |
| 9.º | Jonathan Lastra  | Caja Rural-Seguros RGA      | + 1 min 25 s    |
| 10.º | Jan Polanc       | UAE Team Emirates           | + 1 min 30 s    |

| \| Clasificación general \| Clasificación general \| Clasificación general \| Clasificación general \| Clasificación general \| \| Ciclista \| Ciclista \| Equipo \| Tiempo \| \| \| --------------------- \| --------------------- \| --------------------------- \| --------------------- \| --------------------- \| \| 1.º \| Tadej Pogačar \| UAE Team Emirates \| 7 h 05 min 37 s \| \| \| 2.º \| Matej Mohorič \| Bahrain Victorious \| + 1 min 24 s \| \| \| 3.º \| Diego Ulissi \| UAE Team Emirates \| + 1 min 28 s \| \| \| 4.º \| Matteo Sobrero \| Astana-Premier Tech \| + 1 min 33 s \| \| \| 5.º \| Giovanni Carboni \| Bardiani CSF Faizanè \| + 1 min 36 s \| \| \| 6.º \| Jonathan Lastra \| Caja Rural-Seguros RGA \| + 1 min 36 s \| \| \| 7.º \| James Shaw \| Ribble Weldtite Pro Cycling \| + 1 min 36 s \| \| \| 8.º \| Rafał Majka \| UAE Team Emirates \| + 1 min 36 s \| \| \| 9.º \| Tanel Kangert \| BikeExchange \| + 1 min 36 s \| \| \| 10.º \| Jan Polanc \| UAE Team Emirates \| + 1 min 41 s \| \| |                  |                             |                 |
| |                  |                             |                 |
| Fuente: ProCyclingStats |                  |                             |                 |
| Clasificación general |                  |                             |                 |
| Ciclista | Ciclista         | Equipo                      | Tiempo          |
| 1.º | Tadej Pogačar    | UAE Team Emirates           | 7 h 05 min 37 s |
| 2.º | Matej Mohorič    | Bahrain Victorious          | + 1 min 24 s    |
| 3.º | Diego Ulissi     | UAE Team Emirates           | + 1 min 28 s    |
| 4.º | Matteo Sobrero   | Astana-Premier Tech         | + 1 min 33 s    |
| 5.º | Giovanni Carboni | Bardiani CSF Faizanè        | + 1 min 36 s    |
| 6.º | Jonathan Lastra  | Caja Rural-Seguros RGA      | + 1 min 36 s    |
| 7.º | James Shaw       | Ribble Weldtite Pro Cycling | + 1 min 36 s    |
| 8.º | Rafał Majka      | UAE Team Emirates           | + 1 min 36 s    |
| 9.º | Tanel Kangert    | BikeExchange                | + 1 min 36 s    |
| 10.º | Jan Polanc       | UAE Team Emirates           | + 1 min 41 s    |

### 3.ª etapa
| Brežice - Krško | etapa escarpada | (165,8 km) |

| \| Clasificación de la etapa \| Clasificación de la etapa \| Clasificación de la etapa \| Clasificación de la etapa \| Clasificación de la etapa \| \| Ciclista \| Ciclista \| Equipo \| Tiempo \| \| \| ------------------------- \| ------------------------- \| --------------------------- \| ------------------------- \| ------------------------- \| \| 1.º \| Jon Aberasturi \| Caja Rural-Seguros RGA \| 3 h 50 min 26 s \| \| \| 2.º \| Matej Mohorič \| Bahrain Victorious \| + 0 s \| \| \| 3.º \| Matteo Trentin \| UAE Team Emirates \| + 0 s \| \| \| 4.º \| Rémy Mertz \| Bingoal Pauwels Sauces WB \| + 0 s \| \| \| 5.º \| Jeppe Aaskov Pallesen \| ColoQuick \| + 0 s \| \| \| 6.º \| James Shaw \| Ribble Weldtite Pro Cycling \| + 0 s \| \| \| 7.º \| Daniel Muñoz \| Androni Giocattoli-Sidermec \| + 0 s \| \| \| 8.º \| Giovanni Carboni \| Bardiani CSF Faizanè \| + 0 s \| \| \| 9.º \| Dmitri Strajov \| Gazprom-RusVelo \| + 0 s \| \| \| 10.º \| Javier Romo \| Astana-Premier Tech \| + 0 s \| \| |                       |                             |                 |
| |                       |                             |                 |
| Fuente: ProCyclingStats |                       |                             |                 |
| Clasificación de la etapa |                       |                             |                 |
| Ciclista | Ciclista              | Equipo                      | Tiempo          |
| 1.º | Jon Aberasturi        | Caja Rural-Seguros RGA      | 3 h 50 min 26 s |
| 2.º | Matej Mohorič         | Bahrain Victorious          | + 0 s           |
| 3.º | Matteo Trentin        | UAE Team Emirates           | + 0 s           |
| 4.º | Rémy Mertz            | Bingoal Pauwels Sauces WB   | + 0 s           |
| 5.º | Jeppe Aaskov Pallesen | ColoQuick                   | + 0 s           |
| 6.º | James Shaw            | Ribble Weldtite Pro Cycling | + 0 s           |
| 7.º | Daniel Muñoz          | Androni Giocattoli-Sidermec | + 0 s           |
| 8.º | Giovanni Carboni      | Bardiani CSF Faizanè        | + 0 s           |
| 9.º | Dmitri Strajov        | Gazprom-RusVelo             | + 0 s           |
| 10.º | Javier Romo           | Astana-Premier Tech         | + 0 s           |

| \| Clasificación general \| Clasificación general \| Clasificación general \| Clasificación general \| Clasificación general \| \| Ciclista \| Ciclista \| Equipo \| Tiempo \| \| \| --------------------- \| --------------------- \| --------------------------- \| --------------------- \| --------------------- \| \| 1.º \| Tadej Pogačar \| UAE Team Emirates \| 10 h 56 min 03 s \| \| \| 2.º \| Matej Mohorič \| Bahrain Victorious \| + 1 min 15 s \| \| \| 3.º \| Diego Ulissi \| UAE Team Emirates \| + 1 min 26 s \| \| \| 4.º \| Matteo Sobrero \| Astana-Premier Tech \| + 1 min 33 s \| \| \| 5.º \| James Shaw \| Ribble Weldtite Pro Cycling \| + 1 min 36 s \| \| \| 6.º \| Giovanni Carboni \| Bardiani CSF Faizanè \| + 1 min 36 s \| \| \| 7.º \| Jonathan Lastra \| Caja Rural-Seguros RGA \| + 1 min 36 s \| \| \| 8.º \| Rafał Majka \| UAE Team Emirates \| + 1 min 36 s \| \| \| 9.º \| Tanel Kangert \| BikeExchange \| + 1 min 36 s \| \| \| 10.º \| Jan Polanc \| UAE Team Emirates \| + 1 min 41 s \| \| |                  |                             |                  |
| |                  |                             |                  |
| Fuente: ProCyclingStats |                  |                             |                  |
| Clasificación general |                  |                             |                  |
| Ciclista | Ciclista         | Equipo                      | Tiempo           |
| 1.º | Tadej Pogačar    | UAE Team Emirates           | 10 h 56 min 03 s |
| 2.º | Matej Mohorič    | Bahrain Victorious          | + 1 min 15 s     |
| 3.º | Diego Ulissi     | UAE Team Emirates           | + 1 min 26 s     |
| 4.º | Matteo Sobrero   | Astana-Premier Tech         | + 1 min 33 s     |
| 5.º | James Shaw       | Ribble Weldtite Pro Cycling | + 1 min 36 s     |
| 6.º | Giovanni Carboni | Bardiani CSF Faizanè        | + 1 min 36 s     |
| 7.º | Jonathan Lastra  | Caja Rural-Seguros RGA      | + 1 min 36 s     |
| 8.º | Rafał Majka      | UAE Team Emirates           | + 1 min 36 s     |
| 9.º | Tanel Kangert    | BikeExchange                | + 1 min 36 s     |
| 10.º | Jan Polanc       | UAE Team Emirates           | + 1 min 41 s     |

### 4.ª etapa
| Ajdovščina - Nova Gorica | etapa de montaña | (164,1 km) |

| \| Clasificación de la etapa \| Clasificación de la etapa \| Clasificación de la etapa \| Clasificación de la etapa \| Clasificación de la etapa \| \| Ciclista \| Ciclista \| Equipo \| Tiempo \| \| \| ------------------------- \| ------------------------- \| --------------------------- \| ------------------------- \| ------------------------- \| \| 1.º \| Diego Ulissi \| UAE Team Emirates \| 4 h 15 min 28 s \| \| \| 2.º \| Tadej Pogačar \| UAE Team Emirates \| + 1 s \| \| \| 3.º \| Matteo Sobrero \| Astana-Premier Tech \| + 1 s \| \| \| 4.º \| Rafał Majka \| UAE Team Emirates \| + 27 s \| \| \| 5.º \| James Shaw \| Ribble Weldtite Pro Cycling \| + 48 s \| \| \| 6.º \| Tanel Kangert \| BikeExchange \| + 53 s \| \| \| 7.º \| Giovanni Carboni \| Bardiani CSF Faizanè \| + 1 min 05 s \| \| \| 8.º \| Matej Mohorič \| Bahrain Victorious \| + 1 min 19 s \| \| \| 9.º \| Javier Romo \| Astana-Premier Tech \| + 1 min 28 s \| \| \| 10.º \| Jan Polanc \| UAE Team Emirates \| + 1 min 35 s \| \| |                  |                             |                 |
| |                  |                             |                 |
| Fuente: ProCyclingStats |                  |                             |                 |
| Clasificación de la etapa |                  |                             |                 |
| Ciclista | Ciclista         | Equipo                      | Tiempo          |
| 1.º | Diego Ulissi     | UAE Team Emirates           | 4 h 15 min 28 s |
| 2.º | Tadej Pogačar    | UAE Team Emirates           | + 1 s           |
| 3.º | Matteo Sobrero   | Astana-Premier Tech         | + 1 s           |
| 4.º | Rafał Majka      | UAE Team Emirates           | + 27 s          |
| 5.º | James Shaw       | Ribble Weldtite Pro Cycling | + 48 s          |
| 6.º | Tanel Kangert    | BikeExchange                | + 53 s          |
| 7.º | Giovanni Carboni | Bardiani CSF Faizanè        | + 1 min 05 s    |
| 8.º | Matej Mohorič    | Bahrain Victorious          | + 1 min 19 s    |
| 9.º | Javier Romo      | Astana-Premier Tech         | + 1 min 28 s    |
| 10.º | Jan Polanc       | UAE Team Emirates           | + 1 min 35 s    |

| \| Clasificación general \| Clasificación general \| Clasificación general \| Clasificación general \| Clasificación general \| \| Ciclista \| Ciclista \| Equipo \| Tiempo \| \| \| --------------------- \| --------------------- \| --------------------------- \| --------------------- \| --------------------- \| \| 1.º \| Tadej Pogačar \| UAE Team Emirates \| 15 h 11 min 26 s \| \| \| 2.º \| Diego Ulissi \| UAE Team Emirates \| + 1 min 21 s \| \| \| 3.º \| Matteo Sobrero \| Astana-Premier Tech \| + 1 min 35 s \| \| \| 4.º \| Rafał Majka \| UAE Team Emirates \| + 2 min 08 s \| \| \| 5.º \| James Shaw \| Ribble Weldtite Pro Cycling \| + 2 min 29 s \| \| \| 6.º \| Tanel Kangert \| BikeExchange \| + 2 min 34 s \| \| \| 7.º \| Matej Mohorič \| Bahrain Victorious \| + 2 min 39 s \| \| \| 8.º \| Giovanni Carboni \| Bardiani CSF Faizanè \| + 2 min 46 s \| \| \| 9.º \| Jan Polanc \| UAE Team Emirates \| + 3 min 21 s \| \| \| 10.º \| Jonathan Lastra \| Caja Rural-Seguros RGA \| + 4 min 45 s \| \| |                  |                             |                  |
| |                  |                             |                  |
| Fuente: ProCyclingStats |                  |                             |                  |
| Clasificación general |                  |                             |                  |
| Ciclista | Ciclista         | Equipo                      | Tiempo           |
| 1.º | Tadej Pogačar    | UAE Team Emirates           | 15 h 11 min 26 s |
| 2.º | Diego Ulissi     | UAE Team Emirates           | + 1 min 21 s     |
| 3.º | Matteo Sobrero   | Astana-Premier Tech         | + 1 min 35 s     |
| 4.º | Rafał Majka      | UAE Team Emirates           | + 2 min 08 s     |
| 5.º | James Shaw       | Ribble Weldtite Pro Cycling | + 2 min 29 s     |
| 6.º | Tanel Kangert    | BikeExchange                | + 2 min 34 s     |
| 7.º | Matej Mohorič    | Bahrain Victorious          | + 2 min 39 s     |
| 8.º | Giovanni Carboni | Bardiani CSF Faizanè        | + 2 min 46 s     |
| 9.º | Jan Polanc       | UAE Team Emirates           | + 3 min 21 s     |
| 10.º | Jonathan Lastra  | Caja Rural-Seguros RGA      | + 4 min 45 s     |

### 5.ª etapa
| Liubliana - Novo Mesto | etapa llana | (175,3 km) |

| \| Clasificación de la etapa \| Clasificación de la etapa \| Clasificación de la etapa \| Clasificación de la etapa \| Clasificación de la etapa \| \| Ciclista \| Ciclista \| Equipo \| Tiempo \| \| \| ------------------------- \| ------------------------- \| --------------------------- \| ------------------------- \| ------------------------- \| \| 1.º \| Phil Bauhaus \| Bahrain Victorious \| 4 h 12 min 05 s \| \| \| 2.º \| Alexander Edmondson \| BikeExchange \| + 0 s \| \| \| 3.º \| Heinrich Haussler \| Bahrain Victorious \| + 0 s \| \| \| 4.º \| Matteo Trentin \| UAE Team Emirates \| + 0 s \| \| \| 5.º \| Jon Aberasturi \| Caja Rural-Seguros RGA \| + 0 s \| \| \| 6.º \| Enrique Sanz \| Equipo Kern Pharma \| + 0 s \| \| \| 7.º \| Matthew Gibson \| Ribble Weldtite Pro Cycling \| + 0 s \| \| \| 8.º \| Rui Oliveira \| UAE Team Emirates \| + 0 s \| \| \| 9.º \| Alan Banaszek \| HRE Mazowsze Serce Polski \| + 0 s \| \| \| 10.º \| Matteo Sobrero \| Astana-Premier Tech \| + 0 s \| \| |                     |                             |                 |
| |                     |                             |                 |
| Fuente: ProCyclingStats |                     |                             |                 |
| Clasificación de la etapa |                     |                             |                 |
| Ciclista | Ciclista            | Equipo                      | Tiempo          |
| 1.º | Phil Bauhaus        | Bahrain Victorious          | 4 h 12 min 05 s |
| 2.º | Alexander Edmondson | BikeExchange                | + 0 s           |
| 3.º | Heinrich Haussler   | Bahrain Victorious          | + 0 s           |
| 4.º | Matteo Trentin      | UAE Team Emirates           | + 0 s           |
| 5.º | Jon Aberasturi      | Caja Rural-Seguros RGA      | + 0 s           |
| 6.º | Enrique Sanz        | Equipo Kern Pharma          | + 0 s           |
| 7.º | Matthew Gibson      | Ribble Weldtite Pro Cycling | + 0 s           |
| 8.º | Rui Oliveira        | UAE Team Emirates           | + 0 s           |
| 9.º | Alan Banaszek       | HRE Mazowsze Serce Polski   | + 0 s           |
| 10.º | Matteo Sobrero      | Astana-Premier Tech         | + 0 s           |

## Clasificaciones finales
Las clasificaciones finalizaron de la siguiente forma:

### Clasificación general
| \| Clasificación general \| Clasificación general \| Clasificación general \| Clasificación general \| Clasificación general \| \| Ciclista \| Ciclista \| Equipo \| Tiempo \| \| \| --------------------- \| --------------------- \| --------------------------- \| --------------------- \| --------------------- \| \| 1.º \| Tadej Pogačar \| UAE Team Emirates \| 19 h 23 min 31 s \| \| \| 2.º \| Diego Ulissi \| UAE Team Emirates \| + 1 min 21 s \| \| \| 3.º \| Matteo Sobrero \| Astana-Premier Tech \| + 1 min 35 s \| \| \| 4.º \| Rafał Majka \| UAE Team Emirates \| + 2 min 08 s \| \| \| 5.º \| James Shaw \| Ribble Weldtite Pro Cycling \| + 2 min 29 s \| \| \| 6.º \| Tanel Kangert \| BikeExchange \| + 2 min 34 s \| \| \| 7.º \| Matej Mohorič \| Bahrain Victorious \| + 2 min 39 s \| \| \| 8.º \| Giovanni Carboni \| Bardiani CSF Faizanè \| + 2 min 46 s \| \| \| 9.º \| Jan Polanc \| UAE Team Emirates \| + 3 min 21 s \| \| \| 10.º \| Jonathan Lastra \| Caja Rural-Seguros RGA \| + 4 min 45 s \| \| |                  |                             |                  |
| |                  |                             |                  |
| Fuente: ProCyclingStats |                  |                             |                  |
| Clasificación general |                  |                             |                  |
| Ciclista | Ciclista         | Equipo                      | Tiempo           |
| 1.º | Tadej Pogačar    | UAE Team Emirates           | 19 h 23 min 31 s |
| 2.º | Diego Ulissi     | UAE Team Emirates           | + 1 min 21 s     |
| 3.º | Matteo Sobrero   | Astana-Premier Tech         | + 1 min 35 s     |
| 4.º | Rafał Majka      | UAE Team Emirates           | + 2 min 08 s     |
| 5.º | James Shaw       | Ribble Weldtite Pro Cycling | + 2 min 29 s     |
| 6.º | Tanel Kangert    | BikeExchange                | + 2 min 34 s     |
| 7.º | Matej Mohorič    | Bahrain Victorious          | + 2 min 39 s     |
| 8.º | Giovanni Carboni | Bardiani CSF Faizanè        | + 2 min 46 s     |
| 9.º | Jan Polanc       | UAE Team Emirates           | + 3 min 21 s     |
| 10.º | Jonathan Lastra  | Caja Rural-Seguros RGA      | + 4 min 45 s     |

### Clasificación de la montaña
| Clasificación de la montaña | Clasificación de la montaña | Clasificación de la montaña | Clasificación de la montaña | Clasificación de la montaña |
| Ciclista                    | Ciclista                    | Equipo                      | Puntos                      |                             |
| --------------------------- | --------------------------- | --------------------------- | --------------------------- | --------------------------- |
| 1.º                         | Tadej Pogačar               | UAE Team Emirates           | 16 pts                      |                             |
| 2.º                         | Rafał Majka                 | UAE Team Emirates           | 13 pts                      |                             |
| 3.º                         | Diego Ulissi                | UAE Team Emirates           | 12 pts                      |                             |
| 4.º                         | Adam Stachowiak             | HRE Mazowsze Serce Polski   | 11 pts                      |                             |
| 5.º                         | Matteo Sobrero              | Astana-Premier Tech         | 10 pts                      |                             |
| 6.º                         | Kenny Molly                 | Bingoal Pauwels Sauces WB   | 9 pts                       |                             |
| 7.º                         | Robert Scott                | Canyon dhb SunGod           | 7 pts                       |                             |
| 8.º                         | Jan Polanc                  | UAE Team Emirates           | 6 pts                       |                             |
| 9.º                         | Jacob Scott                 | Canyon dhb SunGod           | 5 pts                       |                             |
| 10.º                        | Josip Rumac                 | Androni Giocattoli-Sidermec | 5 pts                       |                             |

### Clasificación por puntos
| Clasificación por puntos | Clasificación por puntos | Clasificación por puntos    | Clasificación por puntos | Clasificación por puntos |
| Ciclista                 | Ciclista                 | Equipo                      | Puntos                   |                          |
| ------------------------ | ------------------------ | --------------------------- | ------------------------ | ------------------------ |
| 1.º                      | Matej Mohorič            | Bahrain Victorious          | 58 pts                   |                          |
| 2.º                      | Jon Aberasturi           | Caja Rural-Seguros RGA      | 57 pts                   |                          |
| 3.º                      | Phil Bauhaus             | Bahrain Victorious          | 53 pts                   |                          |
| 4.º                      | Tadej Pogačar            | UAE Team Emirates           | 46 pts                   |                          |
| 5.º                      | Diego Ulissi             | UAE Team Emirates           | 45 pts                   |                          |
| 6.º                      | Matteo Sobrero           | Astana-Premier Tech         | 37 pts                   |                          |
| 7.º                      | James Shaw               | Ribble Weldtite Pro Cycling | 32 pts                   |                          |
| 8.º                      | Alexander Edmondson      | BikeExchange                | 30 pts                   |                          |
| 9.º                      | Matteo Trentin           | UAE Team Emirates           | 30 pts                   |                          |
| 10.º                     | Giovanni Carboni         | Bardiani CSF Faizanè        | 25 pts                   |                          |

### Clasificación de los jóvenes
| Clasificación del mejor joven | Clasificación del mejor joven | Clasificación del mejor joven | Clasificación del mejor joven | Clasificación del mejor joven |
| Ciclista                      | Ciclista                      | Equipo                        | Tiempo                        |                               |
| ----------------------------- | ----------------------------- | ----------------------------- | ----------------------------- | ----------------------------- |
| 1.º                           | Kristjan Hočevar              | Adria Mobil                   | 19 h 30 min 35 s              |                               |
| 2.º                           | Javier Romo                   | Astana-Premier Tech           | + 2 min 34 s                  |                               |
| 3.º                           | Raúl García Pierna            | Equipo Kern Pharma            | + 8 min 13 s                  |                               |
| 4.º                           | Danny van der Tuuk            | Equipo Kern Pharma            | + 8 min 01 s                  |                               |
| 5.º                           | Gal Glivar                    | Adria Mobil                   | + 11 min 19 s                 |                               |
| 6.º                           | Anže Skok                     | Ljubljana Gusto Santic        | + 16 min 34 s                 |                               |
| 7.º                           | William Blume Levy            | ColoQuick                     | + 17 min 26 s                 |                               |
| 8.º                           | Tom Paquot                    | Bingoal Pauwels Sauces WB     | + 21 min 40 s                 |                               |
| 9.º                           | Thomas Mein                   | Canyon dhb SunGod             | + 21 min 44 s                 |                               |
| 10.º                          | Jonas Hvideberg               | Uno-X Pro Cycling Team        | + 28 min 07 s                 |                               |

### Clasificación por equipos
| Clasificación por equipos | Clasificación por equipos   | Clasificación por equipos | Clasificación por equipos |
| Equipo                    | Equipo                      | Tiempo                    |                           |
| ------------------------- | --------------------------- | ------------------------- | ------------------------- |
| 1.º                       | UAE Team Emirates           | 10 h 14 min 36 s          |                           |
| 2.º                       | Gazprom-RusVelo             | + 15 min 26 s             |                           |
| 3.º                       | Astana-Premier Tech         | + 15 min 34 s             |                           |
| 4.º                       | Team BikeExchange           | + 17 min 06 s             |                           |
| 5.º                       | Bardiani CSF Faizanè        | + 18 min 03 s             |                           |
| 6.º                       | Androni Giocattoli-Sidermec | + 19 min 21 s             |                           |
| 7.º                       | Equipo Kern Pharma          | + 27 min 27 s             |                           |
| 8.º                       | Eslovenia                   | + 33 min 45 s             |                           |
| 9.º                       | Caja Rural-Seguros RGA      | + 34 min 48 s             |                           |
| 10.º                      | Bahrain Victorious          | + 34 min 54 s             |                           |

## Evolución de las clasificaciones
| Etapa                   | Vencedor                | Clasificación general | Clasificación de la montaña | Clasificación por puntos | Clasificación de los jóvenes | Clasificación por equipos |
| ----------------------- | ----------------------- | --------------------- | --------------------------- | ------------------------ | ---------------------------- | ------------------------- |
| 1.ª                     | Phil Bauhaus            | Phil Bauhaus          | Mathijs Paasschens          | Phil Bauhaus             | Jonas Hvideberg              | Bahrain Victorious        |
| 2.ª                     | Tadej Pogačar           | Tadej Pogačar         | Tadej Pogačar               | Phil Bauhaus             | Kristjan Hočevar             | UAE Emirates              |
| 3.ª                     | Jon Aberasturi          | Tadej Pogačar         | Kenny Molly                 | Matej Mohorič            | Kristjan Hočevar             | UAE Emirates              |
| 4.ª                     | Diego Ulissi            | Tadej Pogačar         | Tadej Pogačar               | Matej Mohorič            | Kristjan Hočevar             | UAE Emirates              |
| 5.ª                     | Phil Bauhaus            | Tadej Pogačar         | Tadej Pogačar               | Matej Mohorič            | Kristjan Hočevar             | UAE Emirates              |
| Clasificaciones finales | Clasificaciones finales | Tadej Pogačar         | Tadej Pogačar               | Matej Mohorič            | Kristjan Hočevar             | UAE Emirates              |

## UCI World Ranking
El Tour de Eslovenia otorgó puntos para el UCI World Ranking para corredores de los equipos en las categorías UCI WorldTeam, UCI ProTeam y Continental. Las siguientes tablas son el baremo de puntuación y los 10 corredores que obtuvieron más puntos:
| Posición              | 1.º | 2.º | 3.º | 4.º | 5.º | 6.º | 7.º | 8.º | 9.º | 10.º | 11.º | 12.º | 13.º | 14.º | 15.º | 16.º-30.º | 31.º-40.º |
| Clasificación general | 200 | 150 | 125 | 100 | 85  | 70  | 60  | 50  | 40  | 35   | 30   | 25   | 20   | 15   | 10   | 5         | 3         |
| Por etapa             | 20  | 10  | 5   |     |     |     |     |     |     |      |      |      |      |      |      |           |           |
| Líder                 | 5   |     |     |     |     |     |     |     |     |      |      |      |      |      |      |           |           |

| Clasificación |                  |                      |         |       |       |       |
| Posición      | Ciclista         | Equipo               | General | Etapa | Líder | Total |
| ------------- | ---------------- | -------------------- | ------- | ----- | ----- | ----- |
| 1.º           | Tadej Pogačar    | UAE Emirates         | 200     | 30    | 15    | 245   |
| 2.º           | Diego Ulissi     | UAE Emirates         | 150     | 25    | -     | 175   |
| 3.º           | Matteo Sobrero   | Astana-Premier Tech  | 125     | 5     | -     | 130   |
| 4.º           | Rafał Majka      | UAE Emirates         | 100     | -     | -     | 100   |
| 5.º           | James Shaw       | Ribble Weldtite      | 85      | -     | -     | 85    |
| 6.º           | Matej Mohorič    | Bahrain Victorious   | 60      | 20    | -     | 80    |
| 7.º           | Tanel Kangert    | BikeExchange         | 70      | -     | -     | 70    |
| 8.º           | Giovanni Carboni | Bardiani-CSF-Faizanè | 50      | -     | -     | 50    |
| 9.º           | Phil Bauhaus     | Bahrain Victorious   | -       | 40    | 5     | 45    |
| 10.º          | Jan Polanc       | UAE Emirates         | 40      | -     | -     | 40    |